# California Correctional Center
California Correctional Center (CCC) är ett delstatligt fängelse för manliga intagna och är belägen i Susanville, Kalifornien i USA. Den ligger granne med ett annat delstatligt fängelse i High Desert State Prison. CCC förvarar intagna som är klassificerade för säkerhetsnivåerna "låg" och "medel". Fängelset har en kapacitet på att förvara 3 377 intagna och för den 26 oktober 2022 förvarade den 1 184 intagna. Det låga antalet intagna är på grund av att fängelset kommer att stängas senast den 30 juni 2023.
År 1963 uppfördes CCC som ett fängelse för intagna med säkerhetsnivån "låg". År 1987 byggdes fängelset ut och började även förvara intagna från högre säkerhetsnivå.